# Tunézia uralkodóinak listája
Tunézia területét a történelem során több nagy birodalom tartotta a kezében. A karthágóiakat a rómaiak váltották fel. Őket a vandálok űzték el Észak-Afrikából. Egy ideig Bizánc majd az Arab Birodalom és végül a Oszmán Birodalom kerítette hatalmába. A törökök folyamatos gyengülésével Tunézia egyre nagyobb önállóságot szerzett, és 1705-ben megjelent a tuniszi bej tisztsége, amit a Huszajnida-ház tagjai töltöttek be.

## Aglabida Birodalom(800–909)
| Uralkodó                 | Születési idő   | Halálozási idő    | Élethossz | Uralkodási idő  | Uralkodási évek | Megjegyzés |
| ------------------------ | --------------- | ----------------- | --------- | --------------- | --------------- | ---------- |
| I. Ibráhim               | 756             | 812               | 56 év     | emír: 800 – 812 | 12 év           |            |
| I. Abdullah              | ?               | 817               | ? év      | emír: 812 – 817 | 5 év            |            |
| I. Zijádat Alláh         | 788             | 838               | 50 év     | emír: 817 – 838 | 21 év           |            |
| Al-Aghlab                | 757             | 841               | 83 év     | emír: 838 – 841 | 3 év            |            |
| I. Mohammed              | kb. 800         | 856               | kb. 56 év | emír: 841 – 856 | 15 év           |            |
| Ahmed                    | 835             | 863               | 28 év     | emír: 856 – 863 | 7 év            |            |
| II. Zijádat Alláh        | ?               | 864. december 23. | ? év      | emír: 863 – 864 | 1 év            |            |
| II. Mohammed             | ?               | 875. február 16.  | ? év      | emír: 864 – 875 | 11 év           |            |
| II. Ibráhim              | 850. június 27. | 902. október 23.  | 52 év     | emír: 875 – 902 | 27 év           |            |
| II. Abdullah             | ?               | 903. július 23.   | ? év      | emír: 902 – 903 | 1 év            |            |
| III. Zijádat Alláh       | ?               | 916               | ? év      | emír: 903 – 909 | 6 év            |            |
| 909-től egyiptomi uralom |                 |                   |           |                 |                 |            |

## Zírida Birodalom(947–1168)
| Uralkodó                 | Születési idő | Halálozási idő      | Élethossz | Uralkodási idő                           | Uralkodási évek | Arab név                     | Megjegyzés      |
| ------------------------ | ------------- | ------------------- | --------- | ---------------------------------------- | --------------- | ---------------------------- | --------------- |
| Zírí                     | ?             | 972                 | ? év      | kormányzó: 947 – 972                     | 25 év           |                              | Csak kormányzó. |
| Juszuf Buluddzsin        | ?             | 984. május 25.      | ? év      | emír: 972 – 984                          | 12 év           | بلكين بن زيري                |                 |
| Al-Manszúr               | ?             | 996. április 8.     | ? év      | emír: 984 – 996                          | 12 év           | المنصور بن بلكين             |                 |
| Bádísz                   | ?             | 1016. május 10.     | ? év      | emír: 996 – 1016                         | 20 év           | ناصر الدولة باديس بن المنصور |                 |
| Al-Muizz                 | 1008          | 1062. szeptember 2. | 54 év     | emír: 1016 – 1062                        | 46 év           | شرف الدولة المعز بن باديس    |                 |
| Tamím                    | 1039          | 1108 februárja      | 69 év     | emír: 1062 – 1108                        | 46 év           | تميم بن المع                 |                 |
| Jahiá                    | ?             | 1116                | ? év      | emír: 1108 – 1116                        | 8 év            | يحي بن تميم                  |                 |
| Ali                      | ?             | 1121                | ? év      | emír: 1116 – 1121                        | 5 év            | علي بن يحي                   |                 |
| Al-Haszan                | 1109          | 1171                | 62 év     | emír: 1121 – 1148 kormányzó: 1148 – 1163 | 27 év           | أبو الحسن الحسن بن علي       |                 |
| 1163-tól marokkói uralom |               |                     |           |                                          |                 |                              |                 |

## Hafszidák(1229–1574)
| Uralkodó                  | Születési idő     | Halálozási idő       | Élethossz | Uralkodási idő    | Uralkodási évek | Megjegyzés |
| ------------------------- | ----------------- | -------------------- | --------- | ----------------- | --------------- | ---------- |
| I. Jahja                  | 1203              | 1249 szeptembere     | 46 év     | emír: 1229 – 1249 | 20 év           |            |
| I. Muhammad               | 1228              | 1277                 | 49 év     | emír: 1249 – 1277 | 28 év           |            |
| II. Jahja                 | 1249              | 1280                 | 31 év     | emír: 1277 – 1279 | 2 év            |            |
| I. Ibráhím                | 1234              | 1283                 | 49 év     | emír: 1279 – 1283 | 4 év            |            |
| Abd al-Azíz               | ?                 | 1283                 | ? év      | emír: 1283        | 1 év            |            |
| I. Ahmad                  | ?                 | 1284                 | ? év      | emír: 1283 – 1284 | 1 év            |            |
| I. Umar                   | ?                 | 1295                 | ? év      | emír: 1284 – 1295 | 11 év           |            |
| II. Muhammad              | 1279              | 1308. szeptember 17. | 29 év     | emír: 1295 – 1308 | 13 év           |            |
| I. Abu Bakr               | ?                 | 1309                 | ? év      | emír: 1308 – 1309 | 1 év            |            |
| I. Hálid                  | ?                 | 1311                 | ? év      | emír: 1309 – 1311 | 2 év            |            |
| I. Zakarijá               | 1253              | 1317                 | 64 év     | emír: 1311 – 1317 | 6 év            |            |
| III. Muhammad             | ?                 | 1318                 | ? év      | emír: 1317 – 1318 | 1 év            |            |
| II. Abu Bakr              | ?                 | 1346. október 19.    | ? év      | emír: 1318 – 1346 | 28 év           |            |
| II. Ahmad                 | ?                 | 1350                 | ? év      | emír: 1346 – 1347 | 1 év            |            |
| Marínida uralom 1347–1350 |                   |                      |           |                   |                 |            |
| al-Fadl                   | ?                 | 1350                 | ? év      | emír: 1350        | 1 év            |            |
| II. Ibráhím               | 1336              | 1369                 | 33 év     | emír: 1350 – 1369 | 19 év           |            |
| II. Hálid                 | ?                 | 1371                 | ? év      | emír: 1369 – 1371 | 2 év            |            |
| III. Ahmad                | 1329              | 1394. június 6.      | 65 év     | emír: 1371 – 1394 | 23 év           |            |
| Abd al-Azíz               | 1361              | 1434                 | 73 év     | emír: 1394 – 1434 | 40 év           |            |
| IV. Muhammad              | ?                 | 1435. szeptember 16. | ? év      | emír: 1434 – 1435 | 1 év            |            |
| Oszmán                    | 1418. október 28. | 1488 szeptembere     | 69 év     | emír: 1435 – 1488 | 53 év           |            |
| III. Jahja                | ?                 | 1489                 | ? év      | emír: 1488 – 1489 | 1 év            |            |
| Abd al-Mumin              | ?                 | 1490                 | ? év      | emír: 1489        | 1 év            |            |
| II. Zakarijá              | ?                 | 1494                 | ? év      | emír: 1490 – 1494 | 4 év            |            |
| V. Muhammad               | ?                 | 1526                 | ? év      | emír: 1494 – 1526 | 32 év           |            |
| VI. Muhammad              | 1500              | 1549                 | 49 év     | emír: 1526 – 1534 | 8 év            |            |
| Oszmán uralom 1534 – 1535 |                   |                      |           |                   |                 |            |
| VI. Muhammad (2x)         | 1500              | 1549                 | 49 év     | emír: 1535 – 1542 | 7 év            |            |
| IV. Ahmad                 | ?                 | 1575                 | ? év      | emír: 1542 – 1569 | 27 év           |            |
| Oszmán uralom 1569 – 1573 |                   |                      |           |                   |                 |            |
| VII. Muhammed             | ?                 | 1574                 | ? év      | emír: 1573 – 1574 | 1 év            |            |
| 1574-től oszmán uralom    |                   |                      |           |                   |                 |            |

## Tuniszi bejek (Huszajnidák,1705–1957)
| Portré | Uralkodó                                                            | Uralkodott | Megjegyzés                   |
| ------ | ------------------------------------------------------------------- | ---------- | ---------------------------- |
|        | I. Huszajn * 1669 † 1740. március 13.                               | 1705–1735  |                              |
|        | I. Ali * 1688. június 30. † 1756. szeptember 22.                    | 1735–1756  |                              |
|        | I. Muhammad ar-Rasíd * 1710 † 1759. február 11.                     | 1756–1759  |                              |
|        | II. Ali * 1712. november 24. † 1782. május 26.                      | 1759–1782  |                              |
|        | Hammúda * 1759. december 9. † 1814. szeptember 15.                  | 1782–1814  |                              |
|        | Uszmán * 1763. május 27. † 1814. december 20.                       | 1814       |                              |
|        | Mahmúd * 1757. július 10. † 1824. március 28.                       | 1814–1824  |                              |
|        | II. Huszajn * 1784. március 5. † 1835. május 20.                    | 1824–1835  |                              |
|        | Musztafa * 1786 augusztusa † 1837. október 10.                      | 1835–1837  |                              |
|        | I. Ahmad * 1806. december 2. † 1855. május 30.                      | 1837–1855  |                              |
|        | II. Muhammad * 1811. szeptember 28. † 1859. szeptember 22.          | 1855–1859  |                              |
|        | III. Muhammad asz-Szádik * 1813. február 7. † 1882. október 27.     | 1859–1882  |                              |
|        | III. Ali * 1817. augusztus 14. † 1902. június 11.                   | 1882–1902  |                              |
|        | IV. Muhammad al-Hádi * 1855. június 24. † 1906. május 11.           | 1902–1906  |                              |
|        | V. Muhammad an-Nászir * 1855. július 14. † 1922. július 10.         | 1906–1922  |                              |
|        | VI. Muhammad al-Habíb * 1858. augusztus 13. † 1929. február 11.     | 1922–1929  |                              |
|        | II. Ahmad * 1862. április 13. † 1942. június 19.                    | 1929–1942  |                              |
|        | VII. Muhammad al-Munszif * 1881. március 4. † 1948. szeptember 1.   | 1942–1943  |                              |
|        | VIII. Muhammad al-Amín * 1881. szeptember 4. † 1962. szeptember 30. | 1943–1957  | 1956. március 20-tól király. |

## A Huszajnida-ház fejei a trónfosztást követően (1957-től napjainkig)
| Neve                                   | Uralkodott | Megjegyzés |
| -------------------------------------- | ---------- | ---------- |
| Muhammad al-Amín ibn Muhammad al-Habíb | 1957–1962  |            |
| Huszajn koronaherceg                   | 1962–1969  |            |
| Musztafa herceg                        | 1969–1974  |            |
| Muhammad at-Tajjib herceg              | 1974–1989  |            |
| Szulajmán herceg                       | 1989–1992  |            |
| Alláláh herceg                         | 1992–2001  |            |
| Sázli herceg                           | 2001–2004  |            |
| Muhji ad-Dín herceg                    | 2004–2006  |            |
| Hammúda bej                            | 2006–2013  |            |
| Muhammad al-Habíb bej                  | 2013-      |            |

## Lásd még
- Tunéziai muszlim uralkodók családfája
- Tunézia államfőinek listája